# 冠長鼻龍屬
冠長鼻龍屬（學名：Lophorhothon）是一種小型、研究有限的鴨嘴龍超科恐龍，化石是在1940年代發現於美國阿拉巴馬州達拉斯縣的一處露頭，屬於Mooreville白堊組的下層，地質年代為坎潘階早至中期。冠長鼻龍是第一個發現於阿拉巴馬州的恐龍。
在1960年，沃·蘭斯頓（Wann Langston）將化石進行敘述、命名，模式種是奇特冠長鼻龍（L. atopus）。屬名在古希臘文意為「有冠飾的鼻子」；種名在古希臘文意為「不常見的、奇特的」。
正模標本（編號FMNH P27383）包含關節脫落的頭顱骨碎片及不完整的顱後骨骼，都存放在芝加哥的菲爾德自然歷史博物館內。正模標本被估計完整身長約4.5公尺。之後，另有研究指出在北卡羅來納州的黑溪組也發現冠長鼻龍的化石，年代也屬於坎潘階。

## 分類
自從冠長鼻龍的最初描述後，一直都有學者質疑這個屬的有效性。有研究認為冠長鼻龍其實是原櫛龍的幼年個體。另有研究指出牠是更原始的禽龍類，但這假設沒有被普遍接受。更多的學者將冠長鼻龍分類為原始鴨嘴龍亞科恐龍，是所有其他鴨嘴龍亞科的姊妹分類單元。一個2010年的研究，則認為冠長鼻龍是鴨嘴龍超科的原始物種。

## 正模標本
在1946年，Rainier Zangerl與Bill Turnbull發現冠長鼻龍的正模標本。冠長鼻龍的標本包含少於半個的頭顱骨、數節脊椎、及大部份前後肢，都是由Wann Langston, Jr.所描述。保存下來的頭顱骨骼包括了部份方骨、左下頜、牙齒、顴骨、淚骨、鼻骨、眶後骨、額骨、前額骨、顱頂骨、方軛骨、以及部份前齒骨。這個標本很有可能經由河流沖入海洋，下沉及埋藏在密西西比河海灣的碳酸鹽沉積淤泥中。